# Saurashtra (Cricketteam)
Das Cricketteam von Saurashtra vertritt die Region Saurashtra, die die Halbinsel Kathiawar und angrenzende Gebiete im Bundesstaates Gujarat im nationalen indischen Cricket. Die 1950 gegründete Mannschaft wird von der Saurashtra Cricket Association verwaltet. Bisher konnte sie sich einen Sieg beim nationalen First-Class-Wettbewerb Ranji Trophy sichern.

## Geschichte
Das Team Saurashtra ging aus den Vorgängerteams Western India und  Nawanagar hervor. Western India nahm ab 1933 an der Ranji Trophy teil und konnte die Meisterschaft in der Saison 1943/44 einmal gewinnen. Nawanagar nahm ab 1936/37 an dem First-Class-Wettbewerb teil, konnte ihn in der Saison 1936/37 gewinnen und in der Folgesaison den zweiten Platz erzielen.
Die erste Teilnahme als Saurashtra erfolgte in der Saison 1950/51. Über lange Zeit waren sie nicht sehr erfolgreich und eher in den unteren Ligen des indischen Spitzen-Crickets zu finden. Dies änderte sich erst im neuen Jahrtausend. Ihr erster Durchbruch erfolgte im List-A-Wettbewerb, der Vijay Hazare Trophy. Dort konnten sie in der Saison 2007/08 ins Finale einziehen und trafen dort auf Bengal. Durch gute Bowling-Leistungen von Jayesh Odedra (4/16) und Rakesh Dhurv (3/23) konnten sie sich mit 6 Wickets durchsetzen und so das Turnier für sich entscheiden. Bei der Ranji Trophy 2007/08 konnten sie in der gleichen Saison auch ins Halbfinale einziehen und etablierten sich so in der Spitze des indischen Crickets.
Der nächste Finaleinzug gelang ihnen bei der Ranji Trophy 2012/13. Hier mussten sie gegen Mumbai bestehen, konnten aber anders als üblich in der Saison keine hohen Run-Zahlen erzielen und Unterlagen mit einem Innings und 125 Runs deutlich. Drei Jahre später konnten sie wieder ins Finale einziehen und trafen abermals auf Mumbai. Wieder konnten sie nicht gegen die Spielstärke des Rekordmeisters bestehen und verloren ein weiteres Mal mit einem Innings Rückstand (einem Innings und 21 Runs). Zehn Jahre nach ihrem Sieg, konnten sie in der Vijay Hazare Trophy 2017/2018 abermals ins Finale einziehen. Dort trafen sie auf Karnataka und Unterlagen mit 41 Runs. Eine vierte Finalniederlage erfolgte im Jahr darauf in der Ranji Trophy 2018/19, als sie gegen Vidarbha und den 11 Wickets von Aditya Sarwate nichts entgegensetzen konnten und mit 78 Runs verloren.
Diese Misserfolgen konnte erst in der Ranji Trophy 2019/20 ein Ende gesetzt werden. Im Viertelfinale gegen Andhra Pradesh benötigten sie ein Sieg nach dem ersten Innings um ins Halbfinale einzuziehen. Dort trafen sie auf Baroda, gegen die sie mit 92 Runs gewannen. Im Finale war Bengal der Gegner und Saurashtra konnte am fünften Tag verhindern, dass bengal ihre Führung aus dem ersten Innings einholten und so erstmals den Titel gewinnen.

## Stadion
Das Heimstadion des Clubs ist das Saurashtra Cricket Association Stadium in Rajkot. Daneben wird für manche Spiele auch der Madhavrao Scindia Cricket Ground genutzt.

## Erfolge

### First-Class Cricket
Gewinn der Ranji Trophy (1): 2019/20

### One-Day Cricket
Vijay Hazare Trophy (2002/03–heute) (1): 2007/08